# Мета, Илир
Илир Мета (алб. Ilir Meta; род. 24 марта 1969, Чоровода) — албанский политик, бывший президент Албании.
Премьер-министр Албании с 1999 по 2002 год. Министр иностранных дел с 2002 по 2003 год и вновь с 2009 по 2010 год, и с 2013 по 2017 год — спикер парламента Албании. Занимал должности вице-премьера и министра экономики, торговли и энергетики, в обоих левых и правых правительствах.

## Биография
Окончил отделение политической экономии факультета экономики Тиранского университета, где он также учился в аспирантуре.
Илир Мета был преподавателем экономического факультета Тиранского университета. Он также читал лекции в нескольких известных университетах и зарубежных академиях, в том числе Гарвардском университете, Лондонской школе экономики и Европейской академии в Берлине.
В 2017 году был избран Президентом Албании.

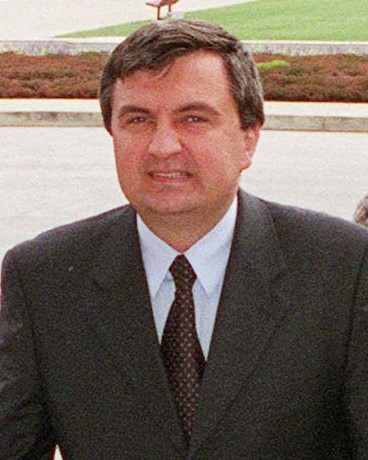
Илир Мета в 2000 году

Как член Социалистической партии Албании (PS), Мета был премьер-министром с 1999 по 2002. Впоследствии он основал Социалистическое движение за интеграцию (LSI) в 2004 году и продолжает руководить партией. С 2009 по 2013 года, LSI было членом правящей коалиции с Демократической партией.
После парламентских выборов 2013 года, Илир Мета был избран спикером парламента 10 сентября 2013 года.
28 апреля 2017 года был избран президентом Албании. За его кандидатуру проголосовало 87 депутатов из 140.
С 2017 года Илир Мета поддерживает антиправительственные протесты против социалистического премьер-министра Эди Рамы. Выступает с антикоммунистических позиций, осуждает репрессии времён Энвера Ходжи, обращается к таким образам албанской истории, как восстание в тюрьме Спач и Депутатская группа.
9 июня 2021 года парламент объявил вотум недоверия президенту. 104 проголосовало «за», 7 проголосовало «против», 3 — «воздержались». Окончательное решение Конституционный суд должен был принять в течение трёх месяцев. Мета ранее отказывался предстать перед комитетом, который расследует вопрос об импичменте, заявив, что он «проигнорирует любой запрос, исходящий от антиконституционного и незаконного учреждения». 16 февраля 2022 года Конституционный суд отменил импичмент и постановил, что представленные против Меты доказательства не свидетельствуют о нарушении конституции.
21 октября 2024 года арестован по подозрению в сокрытии имущества, коррупции и отмывании денег.

## Личная жизнь
Илир Мета говорит на албанском, английском и итальянском языках. Женат на Монике Крюемази. У них есть две дочери и сын, Бора, Эра и Бесар. В 2017 году избран президентом Албании. Вступил в должность 24 июля 2017 года.

## Награды
- Золотой орден «Друг Азербайджан» (2018 год, международный журнал «Мой Азербайджан»)[13].